# 須藤憲三

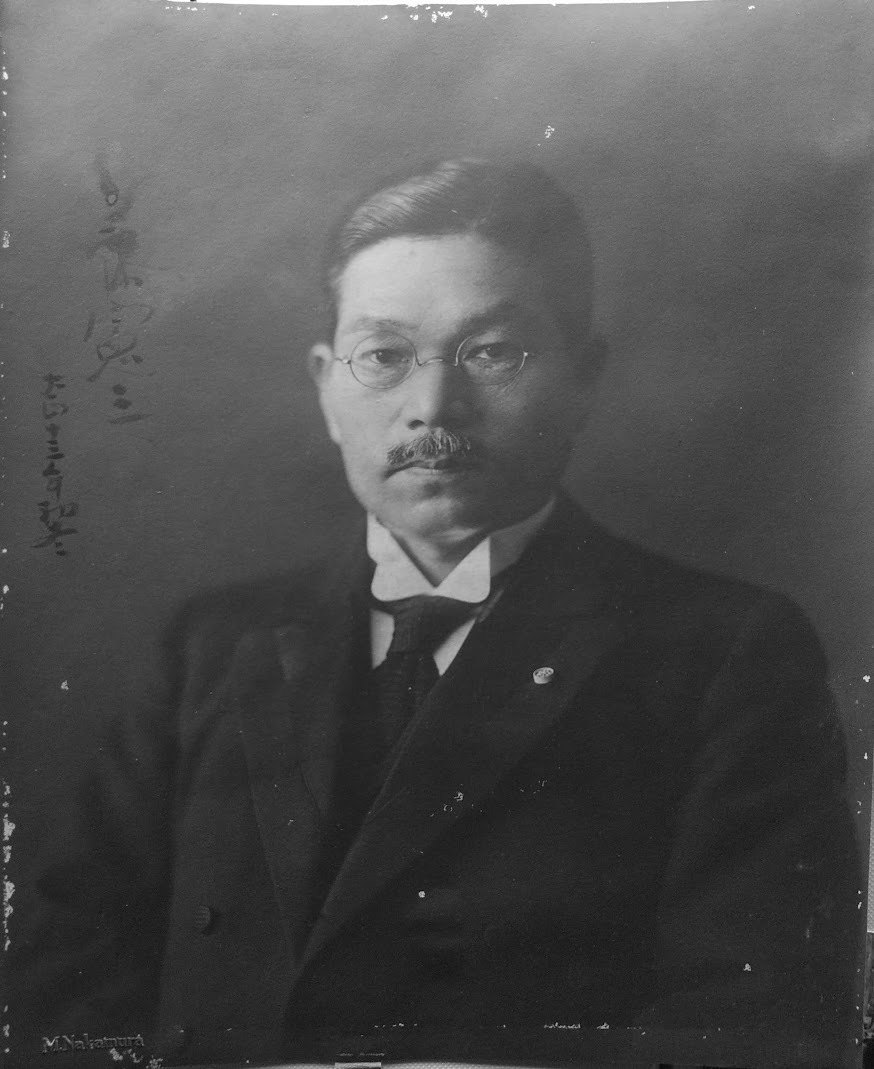
須藤憲三 大正13年初冬

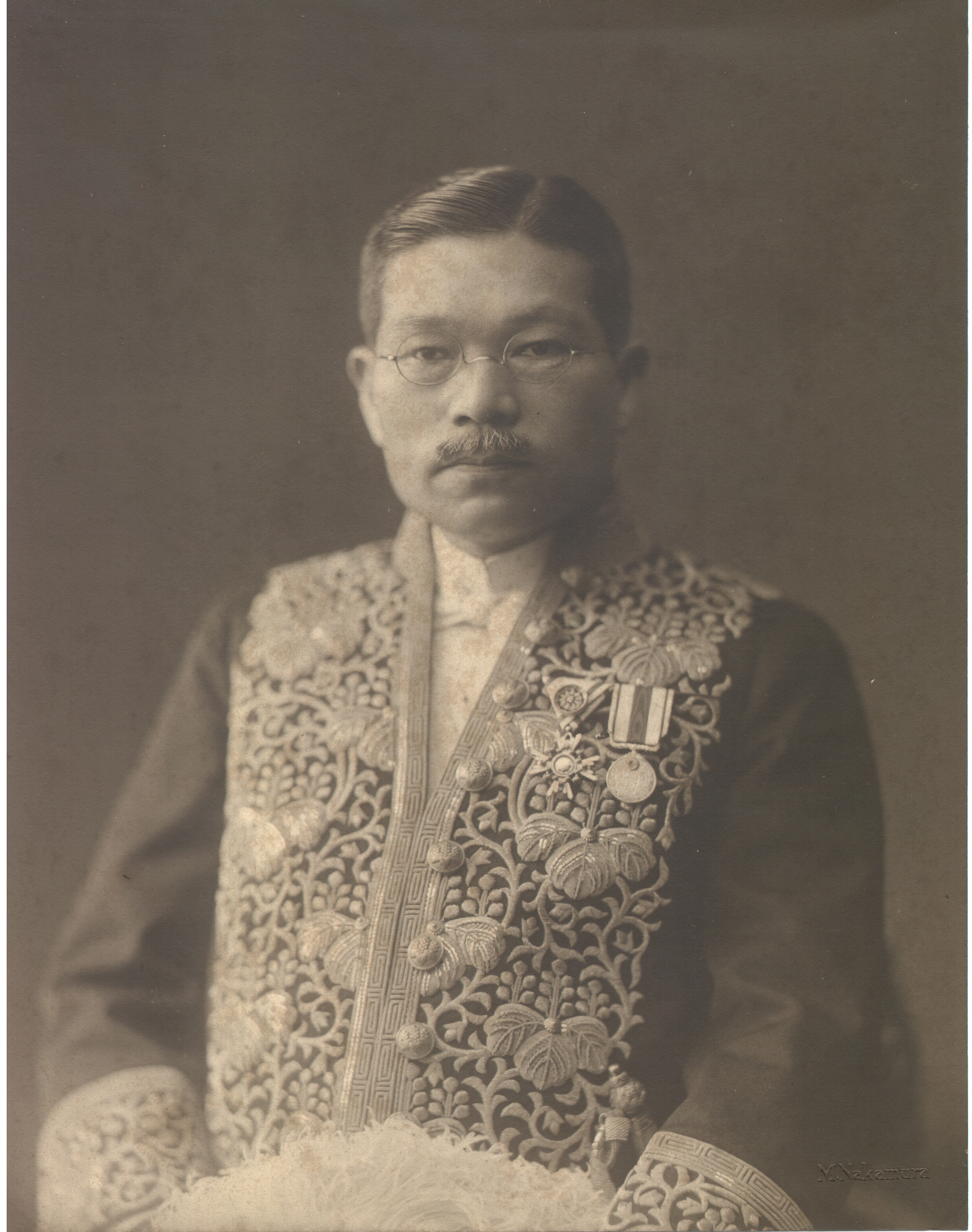
須藤憲三

須藤 憲三（すとう けんぞう、明治5年1月10日（1872年2月18日） - 昭和9年（1934年）1月7日）は、日本の医師、医学者、医学博士、旧制金沢医科大学（現：金沢大学医学部）学長、生化学者。幼名は健蔵、後に上京してから憲三と名乗る。日本における糖尿病研究の先駆者であり、尿糖の定量法を確立した。金沢医科大学病院に国内の病院としては初めて栄養部を設立し、1923年に栄養部長に大橋タカ子を登用している。日本の脚気史に於いては、臨時脚気病調査会委員を務めたことで知られる。
「栄養」の提唱者でもある。「森鷗外、尾崎行雄などの支持を得て「栄養」に改めた」との説もある。

## 人物
羽前国置賜郡赤湯村（現山形県南陽市の赤湯温泉）の町人宿「あぶらや」の主人富右ヱ門と母いわの長男として生を受ける。富右ヱ門は町人ながら、漢籍に詳しく書家としても号を雙翠（フスイ）と称し、名の通った土地の文化人であった。明治11年10月10日6歳10ヶ月で尋常小学校入学し、4年で卒業。1886年（明治19年）赤湯村出身の東京帝国大学医学教授佐藤精のすすめで上京。なお、後に須藤の妻となった「とく」は佐藤精の長女であり、「とく」と須藤はいとこ同士であった。
上京後、獨逸学協会学校でドイツ語を学ぶ。1889年（明治22年）東京医学院に入るも東京医学院破たん後は済生学舎にて医学を学ぶ。1892年（明治25年）内務省医術開業試験に合格（当時学歴は不要であった）。1893年（明治26年）東京帝大医科大学生理学専科（史料によっては「選科」の記述もある）に入学。1894年（明治27年）6月、東京帝大医学部隈川宗雄教授の助手に就く。1903年（明治36年）3月、同講師。1905年（明治38年）同助教授。1911年（明治44年）医学博士。1912年（明治45年）より3年間ドイツ留学。ベルリン大学、カイザーウィルヘルム研究所（現 Kaiser-Wilhelm-Gesellschaft zur Förderung der Wissenschaften および  Max-Planck-Institut）にて研究。
1914年金沢医科大学教授。高安右人初代学長の後を受けて、1924年（大正13年）-1932年（昭和7年）金沢医科大学 (旧制)第二代学長。昭和7年（1932年）退官、同年12月28日勳二等瑞宝章。墓所は山形県南陽市赤湯東正寺にある。

## 栄養の命名

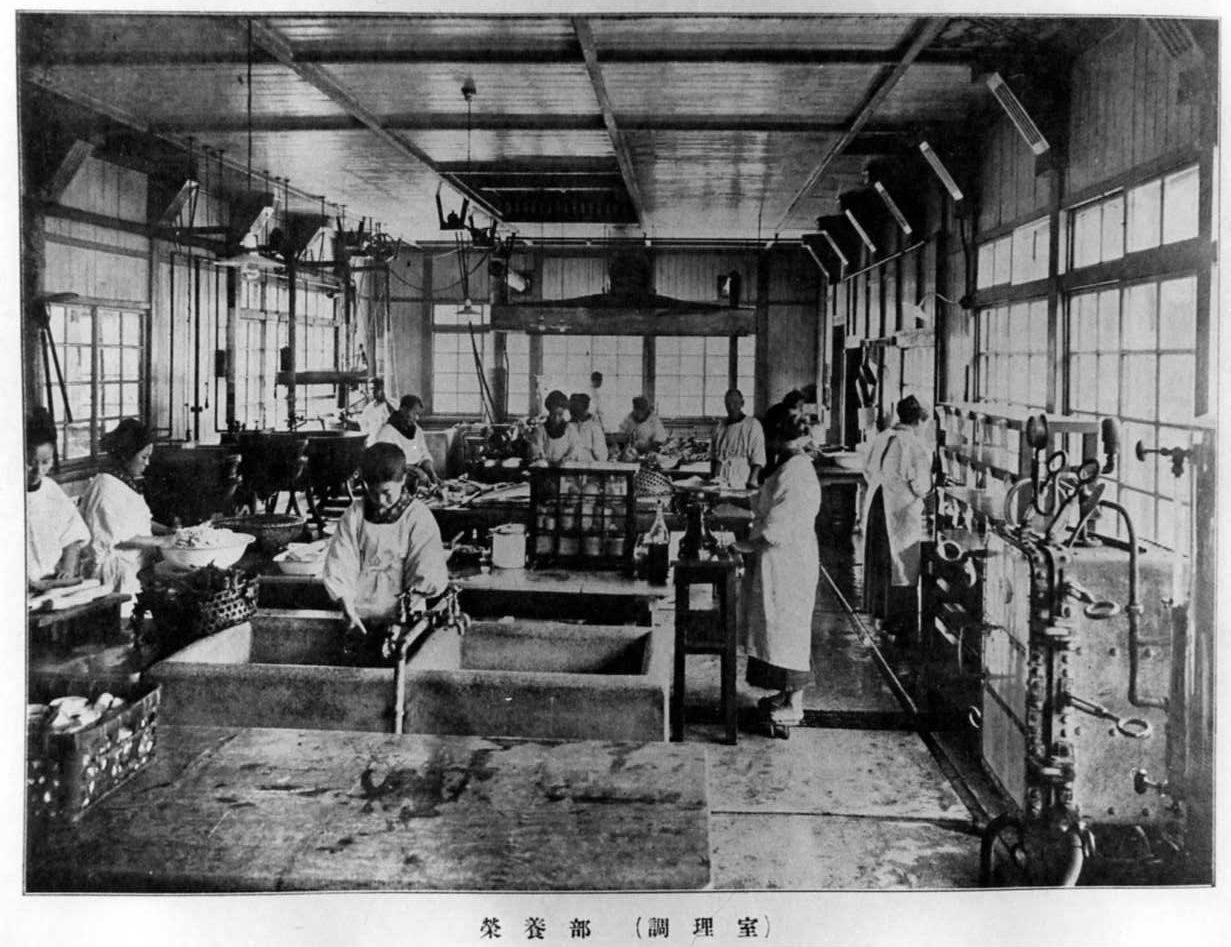
日本の病院で初の栄養部調理室。中央奥、こちら向きは大橋タカ子栄養部長

- 日本の病院で初の栄養部調理室。中央奥、こちら向きは大橋タカ子栄養部長当時は【英】Nutrition 【独】Ernährung の日本語として「営養」が用いられていたが、須藤は「“営む”のではなく、“養い栄えさせる”のが栄養学の目的で、心身を栄えさせてはじめて頭も良くなるんだ」として、「営養」を「栄養」に変更すべきだと主張した[要出典]。この点に関し、井上善文が詳細な調査を行い、『漢字「栄養」のルーツをたどって』（フジメディカル出版）[要ページ番号]の中で発表している。調査の結論は「〔営養〕を〔栄養〕に代えるように提言したのは須藤憲三と佐伯矩である。その証拠としての論文等を検索すると、須藤憲三のほうが佐伯矩よりも先に使用している。しかし、佐伯矩は1918年に正式に文部省に提言し、その後政府の刊行物で〔栄養〕が正式に用いられるようになった」という。佐伯矩は1914年に私立栄養研究所を設立し、1920年には国立栄養研究所の所長となっていることが、この文部省への提言につながったものと考えられる。しかし、須藤憲三のほうが佐伯矩よりも〔営養〕を〔栄養〕に代えるように先に提言したのは間違いない。[独自研究?]

## 業績
- 隅川・須藤法 脂肪定量法[1]
- Pavy-隈川-須藤法 尿唐定量法[1]
- 医学写真の定着（出典：家族伝承 日本医学写真学会顧問 広瀬文雄氏談 「北陸写真研究会のあゆみ」1982年　南陽市市報「なんよう」 平成元年10月1日号「ふるさとのひと」）

## 著書
- 『醫化學實実習』 瓜生済生館 1902年
- 『醫化學實驗法』 南江堂 1902年
- 『食物及榮養概論』 元々堂、1913年
- 『小醫化學實習』 瓜生済生館、1918年
- 『欧米所感』1920年 東京大学図書館 鴎外文庫蔵
- 『冩眞小話』 瓜生済生館、1922年
- 『醫化學微量測定法』 瓜生済生館、1931年
- 『醫化學的微量測定法』 南江堂 1934年
- 『掃除の仕方』1926年

## 系譜
```

　　須藤富右衛門
　　　　　　　┃
　　　　　　　┣須藤憲三　　　　┏ 清(夭逝)
　　　　　　　┃　　┃　　　　　┃
　　　　　　いわ　　┣━━━━━╋ 千代子(荒井)
　　　　　　　　　　┃　　　　　┃
　　佐藤精━━━━━督子　　　　┣ 芳子（渡辺）
　　　　　　　　　　　　　　　　┃
　　　　　　　　　　　　　　　　┣ 次郎
　　　　　　　　　　　　　　　　┃
　　　　　　　　　　　　　　　　┗ 康雄
　　　　　　　　　　　　　　　　　　　

```